# آي باد إير 2
آي باد إير 2 هو الجيل الثاني من أجهزة آي باد إير، ويعتبر الجيل السادس من أجهزة الكمبيوتر اللوحية آي باد.
تم تصميمه وتطويره وتسويقه من قبل شركة أبل، وقد أعلن عنه في 16 أكتوبر 2014 جنباً إلى جنب مع آي باد ميني 3.
وتميز آي باد إير 2 بسرعته مقارنة بآي باد إير، بالإضافة إلى خاصية التعرف على اللمس.

## الخصائص

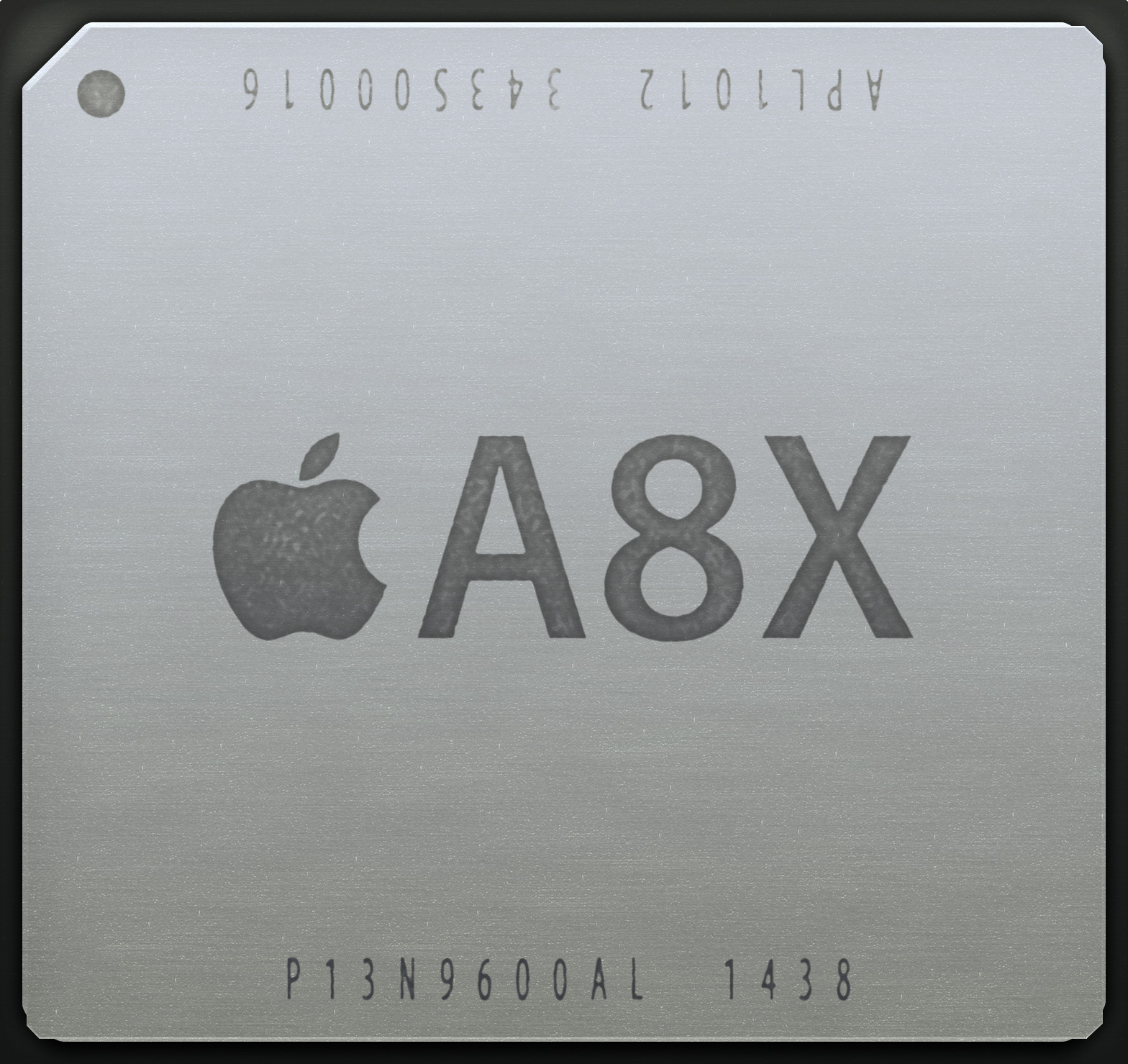
Apple A8X system-on-a-chip. This is the one in the iPad Air 2

يتميز آي باد إير 2 بشاشة عرض رتينا، والتي يبلغ طولها 9.7 بوس، هذا بالإضافة إلى دقة شاشة تصل إلى 2048×1536 بيكسل، كما يتوفر على منظومة أبل آي 8 إكس بهندسة 64-بت (على غرار الآي باد ميني 2)، ويحتوي على كاميرا أمامية قادرة على التقاط صور ذات جودة 1.2 ميجا بيكسل وكذلك فيديوهات ذات جودة عالية تصل إلى 720 بيكسل، وكاميرا أمامية قادرة على التقاط صور بجودة 8 ميجا بيكسل وفيديوهات عالية ذات جودة 1080بي. هذا بالإضافة إلى خاصية واي فاي 802.11 ما بين 2.4 جيجا هرتز و5 جيجا هرتز، ثم بلوتوث 4.0 وبطارية الليثيوم ذات مميزات 7340 ميلي أمبير، 3.7 فولط، 27.3 واط في الساعة، هذه الأخيرة قادرة على الوصول إلى 10 ساعات من العمل المتواصل حتى تنفذ. هذه النسخة الجديدة تقبل استعمال كايبل الطباعة كما تقبل استعمال خاصية التعرف على بصمة اليد، في حين أن مساحة الرام تصل إلى 2 جيجا، ثم طابعة قادرة على طباعة أوراق بثلاث ألوان محددة، وهي أسود وذهبي وأصفر.

## الثمن عند الإصدار

### نسخة الواي فاي فقط
| مساحة التخزين | الثمن (الأورو) | الثمن (الدولار) |
| ------------- | -------------- | --------------- |
| 16 جيجا       | 499.00         | 549.00          |
| 64 جيجا       | 605.00         | 659.00          |
| 120 جيجا      | 705.00         | 769.00          |

### نسخة الواي فاي +تطور طويل الأمد
| مساحة التخزين | الثمن (الأورو) | الثمن (الدولار) |
| ------------- | -------------- | --------------- |
| 16 جيجا       | 619.00         | 689.00          |
| 64 جيجا       | 725.00         | 799.00          |
| 128 جيجا      | 825.00         | 899.00          |

## الثمن انطلاقا من 21 مارس 2016
قامت شركة أبل في نهاية سنة 2015 بإصدار آي باد برو ذو ال 12.9 بوس، وفي شهر مارس 2016 أصبح ب 9.7 بوس.

### نسخة الواي فاي فقط
| مساحة التخزين | الثمن (الأورو) |  |
| ------------- | -------------- |  |
| 32 جيجا       | 439.00         |  |
| 128 جيجا      | 549.00         |  |

### نسخة الواي فاي +تطور طويل الأمد
| مساحة التخزين | الثمن (الأورو) |
| ------------- | -------------- |
| 32 جيجا       | 559.00         |
| 128 جيجا      | 669.00         |